# 4920 Gromov
4920 Gromov је астероид главног астероидног појаса чија средња удаљеност од Сунца износи 2,687 астрономских јединица (АЈ).
Апсолутна магнитуда астероида је 13,0.